# Résidus de tir
Les résidus de tir (RT) sont les particules microscopiques et autres matériaux résiduels expulsés d'une arme à feu à chaque tir. Ces particules peuvent se déposer sur le visage, les mains et les vêtements d'un tireur, et sur toutes surfaces se trouvant à proximité de la décharge (y compris une cible humaine ou animale, ou un objet pris pour cible). 
Si on peut trouver des RT sur un individu, une association peut être établie entre cette personne et la décharge d'une arme à feu survenue lors d'un crime commis précédemment.

## Échantillonnage

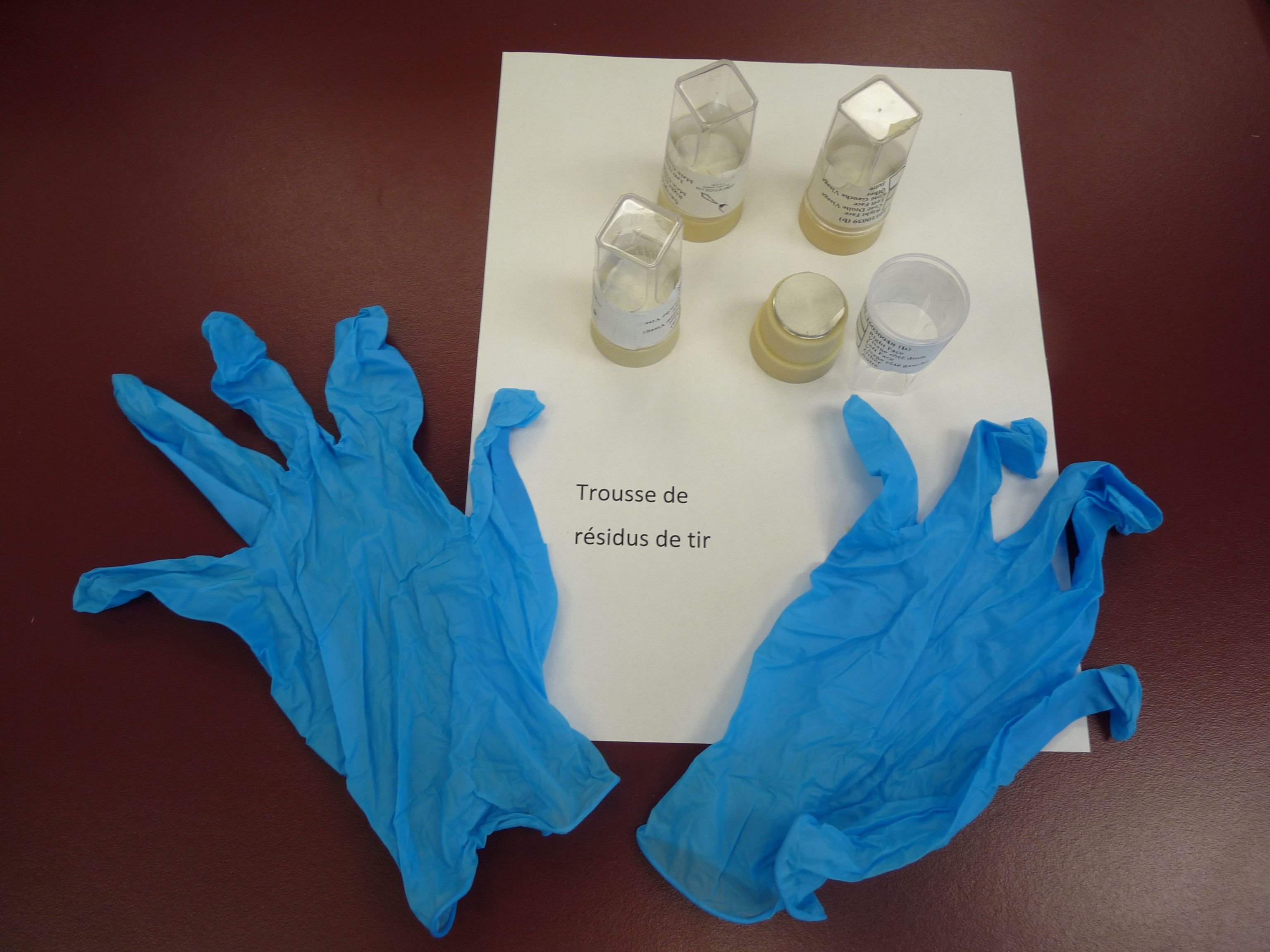
Trousse de prélèvement de résidus de tir.

Si un suspect est identifié et appréhendé dans les heures suivant un incident de nature criminelle, il peut être échantillonné à l'aide de tamponnoirs adhésifs (fournis dans une trousse spéciale).  La quantité de dépôts sur un suspect dépendra de plusieurs facteurs dont le type d'arme à feu, la munition utilisée, le nombre de coups de feu, les conditions ambiantes (vents, pluie, etc) et les activités du suspect avant l'échantillonnage.  Les tamponnoirs sont ensuite envoyés à un laboratoire de criminalistique pour en faire l'analyse.  

## Formation des RT

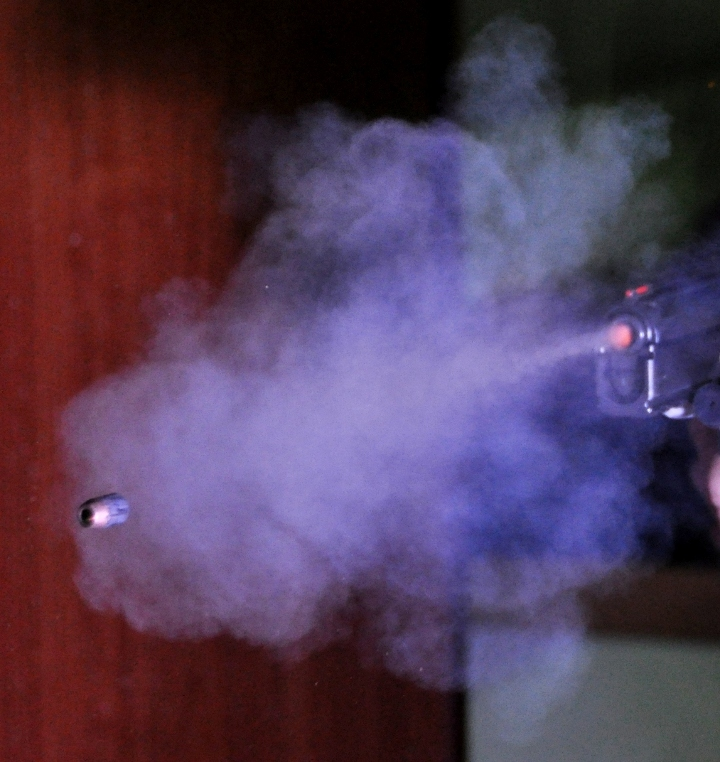
Résidus de tir émanant d'un pistolet

Après avoir appuyé sur la détente d'une arme à feu, le percuteur vient frapper puis allumer un mélange explosif sensible au choc que l'on nomme amorce.  L'amorce étant située à l'arrière de la cartouche enflamme ensuite la poudre propulsive.  Un volume important de gaz est alors produit et propulse le projectile hors de la bouche du canon.  À l'intérieur de la chambre à combustion, une température d'environ 3 000 °C ainsi qu'une pression élevée d'approximativement 50 000 psi peuvent être atteintes.  Cette pression fait qu'une fumée s'échappe des ouvertures non-étanches telles que la culasse de l'arme ainsi que la bouche du canon.  Cette fumée contient des particules microscopiques dites «caractéristiques» de RT.  La température élevée à laquelle se forment ces particules suivi d'une condensation rapide leur confère une morphologie souvent sphéroïdale.  Les particules mesurent majoritairement entre 0,5 et 10 micromètres de diamètre.

## Réaction chimique et l'analyse
La plupart des amorces contiennent un mélange de styphnate de plomb comme explosif, de trisulfure d'antimoine comme combustible et de nitrate de baryum comme agent oxydant. À la suite de l'allumage de l'amorce, ces composés chimiques se transforment en particules contenant un mélange intime de plomb (Pb), de baryum (Ba) et d'antimoine (Sb).  Les échantillons (tamponnoirs) sont placés dans un microscope électronique à balayage qui trouve les particules, prend leur image, les mesure et obtient leur composition chimique à l'aide d'un détecteur EDS (analyse dispersive en énergie).  Quand une particule analysée a une forme sphéroïdale, mesure quelques micromètres et contient les éléments Pb, Ba et Sb, on peut conclure qu'elle a été produite par une arme à feu puisque celles-ci sont parmi les seules sources connues à pouvoir produire ce genre de particule.

## Comités de travail
À l'échelle internationale, il y a deux groupes principaux qui travaillent à élaborer des principes directeurs et à établir une normalisation de l'analyse et de l'interprétation des RT.  En Europe, ENFSI (European Network of Forensic Science Institutes, fr: Réseau européen des instituts de sciences forensiques) regroupe plusieurs experts alors qu'en Amérique du Nord, c'est OSAC (Organization of Scientific Area Committees for Forensic Science), organisme qui remplace désormais l'ancien groupe SWGGSR (Scientific Working Group for Gunshot Residue).

## Trajectoire et distance de tir
Les résidus peuvent aussi sur une cible ou sur le vêtement d'un tireur être rendus visibles par coloration chimique, pouvant aussi montrer si un orifice est celui de l'entrée ou de la sortie de la balle, ce qui permet de préciser la direction du tir.
Lorsqu'un tir est à bout portant, les RT peuvent servir à estimer la distance entre la bouche de canon et la victime.  Lors d'un tir, les résidus se dispersent en forme de cercle concentrique autour de l'orifice produite par le projectile.  Plus la cible (p.ex. vêtements de la victime) est éloignée du canon, moins il y aura d'incrustations et plus le cercle sera dispersé et éloigné de l'orifice.  Si l'arme d'un crime est retrouvée avec sa munition, on peut la tirer à de multiples distances d'une cible et noter les incrustations révélées pour chacune des distances.  On peut ensuite comparer ces observations à celles présentes sur le vêtement examiné (de la scène).  On estime donc la distance en l'extrapolant des résultats expérimentaux.  Ce type d'examen est seulement valable pour des distances de tir de moins d'un mètre puisque c'est seulement de très près qu'il y a un dépôt de RT autour d'un orifice.